# CAPM
Model oceňování kapitálových aktiv či model CAPM (angl. capital asset pricing model, zkratka CAPM) je zvláštní případ Markowitzova modelu portfolia, při kterém právě jedno aktívum v portfoliu má nulovou rizikovost a zároveň kladný výnos.

## Teorie portfolia
Teorie portfolia analyzuje poptávku investorů po aktivech za předpokladu znalosti výnosu daných aktiv. Zaobírá se vztahem rizika a výnosu a jak tyto ovlivňují poptávku a nabídku. Teorie portfolia se snaží vysvětlit, jakým způsobem může investor maximalizovat výnos a minimalizovat s tím spjaté riziko. Je nutné podotknout, že přestože za rozvoj a příspěvky k teorii portfolia dostalo několik ekonomů Nobelovu cenu, platí tato teorie jen za podmínky dodržení mnohých omezení a předpokladů a navíc portfolio vytvořené podle této teorie není odolné vůči následkům finančních krizí.
Moderní teorie portfolia představuje koncept diverzifikace rizika. Snahou je vytvořit takové portfolio, jehož celkové riziko je menší, než riziko jednotlivých aktiv v portfoliu. To je možné díky faktu, že existuje předpoklad normálního rozdělení rizik jednotlivých aktiv a tedy rizika jednotlivých aktiv se vzájemně vyruší. Znamená to tedy, že moderní teorie portfolia přistupuje k výnosům aktiv jako k náhodným veličinám a modeluje porfolio jako váženou kombinaci výnosů jednotlivých aktiv. Riziko v tomto modelu je představované standardní odchylkou, resp. rozptylem.

## Efektivní hranice
Efektivní hranice je množina portfólií, ze kterých každé je optimální pro danou výši rizika. Veličina známá jako Sharpův koeficient (Sharp ratio) představuje míru velikosti dodatečného výnosu oproti bezrizikovému portfóliu při dané úrovni rizika. Portfólio na efektivní hranici s nejvyšším Sharpovovým koeficientem je známé a tržní portfólium či tzv. tangentní (dotyčnicové) portfólium.
Každá kombinace aktiv může být zakreslená do prostoru rizik a výnosů (matematicky se jedná o zobrazení z množiny vzorů: riziko do množiny obrazů: výnosy), přičemž souhrn všech možných portfólií definuje oblast v tomto prostoru. Přímka v severozápadní oblasti tohoto prostoru se nazývá efektivní hranice (často též Markowitzova hranice). Kombinace na této přímce představují portfólia (s vyloučením bezrizikových alternativ), které mají při dané úrovni výnosu nejmenší úroveň rizika a pro danou úroveň rizika nejvyšší možný výnos. Matematicky představuje efektivní hranice průnik množiny portfólií s minimálním rozptylem a maximálním výnosem.

## Vznik CAPM a vztah k teorii portfolia
Jack Treynor (1961, 1962), William Sharpe (1964), John Lintner (1965a,b) a Jan Mossin (1966) publikovali nezávisle na sobě články o CAPM. Tyto články vycházely z předchozí práce Harryho Markowitze, která se zaobírala teorií portfolia a diverzifikací rizika. Sharpe, Markowitz a Merton Miller společně dostali Nobelovu cenu za ekonomii za přínos v oblasti finanční ekonomie.

### Vzorec CAPM
Matematický vztah pro model CAPM je následující:
{\displaystyle E(r_{i})=r_{f}+\beta (E(r_{m})-r_{f}),}
kde
- {\displaystyle E(r_{i})} je očekávaná výnosová míra,
- {\displaystyle r_{f}} je bezriziková výnosová míra, často braná jako výnosová míra státních pokladničních poukázek,
- {\displaystyle \beta } faktor představující veličinu, pomocí které se měří systematické riziko daného aktiva (číslo {\displaystyle \beta =5} znamená, že dané aktivum je pětkrát rizikovější než tržní průměr) a
- {\displaystyle E(r_{m})} představuje očekávanou výnosovou míru trhu. Za {\displaystyle E(r_{m})} se velmi často bere některý roční průměr tržního indexu, např. DJIA.

Tento vztah se dá interpretovat následovně: výnosová míra investora je složená z bezrizikové výnosové míry a rizikové prémie, tj. odměny investora za to, že na sebe vzal riziko. Přímka vzniklá vynesením příslušných veličin se nazývá security market line (SML) a dává do vztahu riziko a výnos.

### Security market line (SML)
SML je grafické zobrazení výsledků z modelu CAPM. Riziko (zobrazované na ose x) je měřené pomocí {\displaystyle \beta } faktoru, zatímco na osu y se vynáší výnos. Sklon přímky CPM určuje riziková prémie. Místo, kde SML přetíná osu y představuje nulový {\displaystyle \beta } faktor a tedy určuje výšku bezrizikové míry výnosu.

### Capital market line (CML)
Přímka CML z teorie tržního portfolia je velmi často a nesprávně zaměňovaná za SML z modelu CAPM. Přímka CML vzniká, když je tržní portfolio zkombinované s bezrizikovým aktivem. Znamená to, že všechny body na CML mají vyšší profil riziko-výnos než jakékoliv portfolio na efektivní hranici.
Matematický zápis pro CML je následující:
{\displaystyle E(r_{c})=r_{f}+\sigma _{c}{\frac {(E(r_{m})-r_{f})}{\sigma _{m}}},}
kde
- {\displaystyle E(r_{c})} je očekávaná výnosová míra kombinace tržního portfolia a bezrizikového aktiva
- {\displaystyle r_{f}} je bezriziková výnosová míra, často braná jako výnosová míra státních pokladničních poukázek,
- {\displaystyle \sigma _{c}} směrodatná odchylka kombinace tržního portfolia a bezrizikového aktiva
- {\displaystyle E(r_{m})} očakávaná výnosová míra tržního portfólia
- {\displaystyle \sigma _{m}} směrodatná odchylka tržního portfolia

## Oceňování aktiv
Po vypočítání očekávané výnosové míry je možné diskontovat cenu daného aktiva a tedy vypočítat současnou hodnotu aktiva. Takto diskontovaná cena se porovná s aktuální cenou aktiva na trhu a v případě, že se velmi neliší, jde o správně oceněné aktivum (ve smyslu správné vnitřní hodnoty). Pokud je cena aktiva na trhu menší než vypočítaná současná hodnota, aktivum je podceněné a je možné ho výhodně koupit. Naopak, pokud je tržní cena vyšší než vypočítaná, aktivum je přeceněné a je možné ho výhodně prodat. {\displaystyle \beta } faktor (koeficient), který je větší než 1 znamená, že riziko daného aktiva je větší než je tržní průměr. Proto aktiva s větším {\displaystyle \beta } faktorem budou diskontovány větší procentuální mírou. Pro investora z toho vyplývá poznatek, že při držení rizikovějších aktiv by měl vyžadovat větší míru výnosu. {\displaystyle \beta } rovný 1 znamená, že aktivum má průměrné tržní riziko. Proto investor, kterému se podařilo poskládat velké a diverzifikované portfólio může dosáhnout stavu, kdy výkonnost jeho portfólia a trhu je přesně stejná.

## Riziko a diverzifikace
Model CAPM rozkládá riziko portfólia na dvě složky: systematické riziko (nediverzifikovatelné) a specifické riziko. Systematické riziko vyplývá již ze samotného faktu, že investor drží portfólio. Je to proto, že toto riziko vyplývá z celkového ekonomického vývoje a postihuje všechny zúčastněné subjekty. Specifické riziko je riziko, které nese se sebou konkrétně zvolené aktivum. Úzce souvisí s tou částí výnosu daného aktiva, která nekoreluje se všeobecným tržním výnosem. Model CAPM říká, že každý investor je odměňován za systematické riziko, které na sebe bere. Specifické riziko může být vhodnou volbou aktiv diverzifikované. Riziko daného portfólia je možné vhodnou diverzifikací zmenšit až na hodnotu systematického (tržního) rizika. Je důležité podotknout, že tato teorie byla vyvinutá pro rozvinuté trhy v USA a Velké Británii.

## Předpoklady modelu CAPM
Model CAPM platí jen za předpokladu dodržení určitých (často nereálných) podmínek:
- Investoři jsou rizikově averzní, kteří se snaží maximalizovat užitek ke konci zvoleného období. Z této charakteristiky vyplývá, že model je modelem jednoho období.
- Očekávání výnosové míry investorů jsou homogenní. Z této charakteristiky vyplývá, že všechny investoři volí ze stejné množiny příležitosti, přičemž všichni mají stejný přístup k informacím.
- Výnosy mají normální rozložení.
- Existuje bezrizikové aktivum a investoři mohou nakoupit či prodat libovolné množství tohoto aktiva za tzv. bezrizikovou výnosovou míru.
- Existuje jen konečný počet aktiv, množství každého je omezené v rámci jednoho cyklu.
- Funguje perfektní trh a perfektní konkurence, přičemž každé aktivum je dobře dělitelné.
- Informace jsou zdarma a jsou dostupné každému za stejných podmínek a ve stejném čase.

## Nedostatky modelu CAPM
Některé z uvedených nedostatků jsou jednoduše nesplněné předpoklady vyjmenované v předcházejícím odstavci.
- Model CAPM předpokládá normální rozdělení proměnných, což často není splněno obzvlášť u akciových trhů.
- Jedním s nejvíce kritizovaných faktorů je způsob měření rizika. Riziko se měří pomocí rozptylu. Tento způsob pro rozdělení jiné než normální neplatí. Riziko ve finančních investicích by se nemělo vyjadřovat pomocí rozptylu. Rozptyl totiž v tomto případě vyjadřuje pravděpodobnost ztráty.
- Model předpokládá informační symetrii
- Předpokládá se, že investor zná statistické rozdělení předpokládaných výnosů z aktiva. Ve skutečnosti jsou odhady investora statisticky vychýlené a proto jsou tržní ceny aktiv informačně neefektivní.
- Model adekvátně nevysvětluje rozptyl ve výnosech z aktiv. Empirické studie ukazují, že navzdory nízkému beta faktoru uvažovaného aktiva dosáhl investor vyšší výnos než předpověděl CAPM model.
- Model předpokládá tzv. racionálního investora, tj. pro danou úroveň rizika si vždy volí větší výnos a pro daný výnos si volí menší riziko. Model nedovoluje jiné kombinace, které se v reálném světě často dějí.
- Velkým nedostatkem je předpoklad neexistence daní. Tento nedostatek řeší další modifikované modely.
- Model předpokládá, že tržní portfólio je tvořené všemi aktivy na trhu. Reálně je toto nemožné a proto je tržní portfolio často nahrazeno indexem jako např. DJIA.
- Dalším z řady nedostatků je nemožnost zahrnout preference investorů, tj. které trhy jsou preferované a které ne. Model počítá jen s jedním tržním portfoliem, ve kterém jsou aktiva vážené podle míry kapitalizace.
- Tržní portfolio by mělo zahrnovat všechny druhy aktiv, které jsou držené jako investice.
- Model se zaměřuje na výkon jednoho období a proto nepředpokládá opakované převrstvování portfolia.
- CAPM předpokládá, že každý investor zvážil všechny možnosti a optimalizuje právě jedno portfolio.